# Théâtre romain de Palmyre
Le théâtre romain de Palmyre (Arabe : المسرح الروماني بتدمر) est un théâtre romain situé dans l'ancienne cité de Palmyre dans le désert de Syrie. Ce théâtre inachevé date du IIe siècle sous la dynastie des sévères. Les ruines du théâtre ont été restaurées. Il accueille le festival annuel de Palmyre avant que l'ancienne cité ne soit prise par l'État islamique en mai 2015. L'organisation État islamique détruit le centre intérieur du mur de scène du théâtre à l'explosif entre le 26 décembre 2016 et le 10 janvier 2017.

## Présentation
Ce théâtre romain datant du IIe siècle est construit au centre d'une place à colonnade s'ouvrant sur la porte sud de Palmyre. La place de 82 mètres de large sur 104 mètres de long est située au sud-ouest de la grande colonnade de Palmyre.
Le théâtre est construit selon une architecture de théâtre romain de type occidental et fait face au cardo maximus. La cavea inachevée mesure 92 mètres de diamètre et est seulement constitué d'une ima cavea, première série de gradins, entourant l'orchestra. L'ima cavea comporte douze gradins, organisés en 11 cunei de[Quoi ?]. Les entrées principales (aditus maximi) du théâtre sont larges de 3,5 mètres et mènent à un orchestra demi-circulaire d'un diamètre de 23,4 mètres, dallé de pierres. Il est délimité par un balteus, petit mur circulaire de 20,3 mètres de diamètre.
Le mur du proscenium est décoré de dix niches arrondies et neuf rectangulaires placées alternativement. La scène de 45,5 mètres sur 10,5 est accessible par deux escaliers. Le mur de scène (scaenae frons (en)) possède les trois portes classiques : l'entrée principale, ou valva regia, ouverte dans une large niche arrondie, entourée des deux portes, valva hospitalis, construites dans des niches rectangulaires peu profondes. Deux portes latérales s'ouvrent à chaque extrémité de la scène. La niche de la valva regia aurait contenu une statue de l'empereur Néron. Les colonnes du mur de scène dont il ne subsiste que le niveau inférieur sont décorées dans le style corinthien.
Dans les années 1950, le théâtre est dégagé du sable et subit des travaux de restauration.

## Guerre civile syrienne
En mai 2015, l'État islamique prend contrôle de la cité de Palmyre. Au début du mois de juillet 2015, est publiée une vidéo montrant 25 adolescents alignant 25 prisonniers adultes vêtus de treillis noirs, agenouillés devant eux sur la scène du théâtre de Palmyre. Les islamistes exécutent par arme à feu les 25 prisonniers[réf. souhaitée].
Le 5 mai 2016, pour le 100e anniversaire du jour des martyrs syriens, le théâtre accueille deux concerts de musique classique en mémoire des victimes de la guerre civile, y compris ceux exécutés sur le site, et pour célébrer sa libération. Le premier, l'après-midi, est celui de l'orchestre du théâtre Mariinsky de Saint-Pétersbourg en Russie. Le second, le soir, est celui d'un orchestre et d'une chorale syriens. Le public est composé des militaires syriens et russes, ainsi que des diplomates, chefs religieux, journalistes et habitants locaux. Le président russe Vladimir Poutine adresse au début du concert par visioconférence un message remerciant les participants, mais Philip Hammond, le secrétaire d'État aux Affaires étrangères britannique, au regard des violences causées au même moment par l'armée syrienne, qualifie l'événement « de mauvais goût » et affirme que « il n'y a pas de tréfonds dans lesquels le régime ne va pas sombrer ».

## Galerie

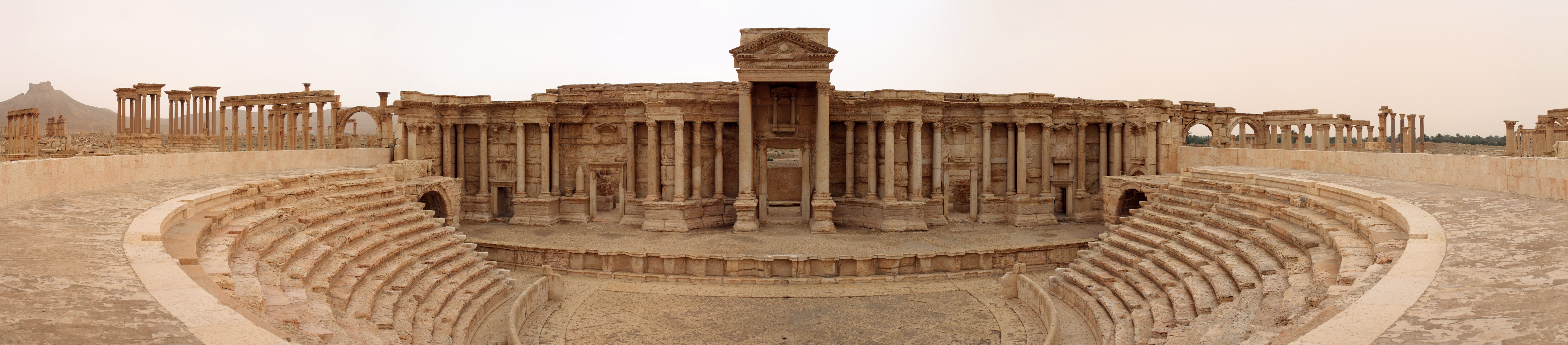
Vue panoramique du théâtre depuis la  cavea avant la destruction du milieu du mur de scène.
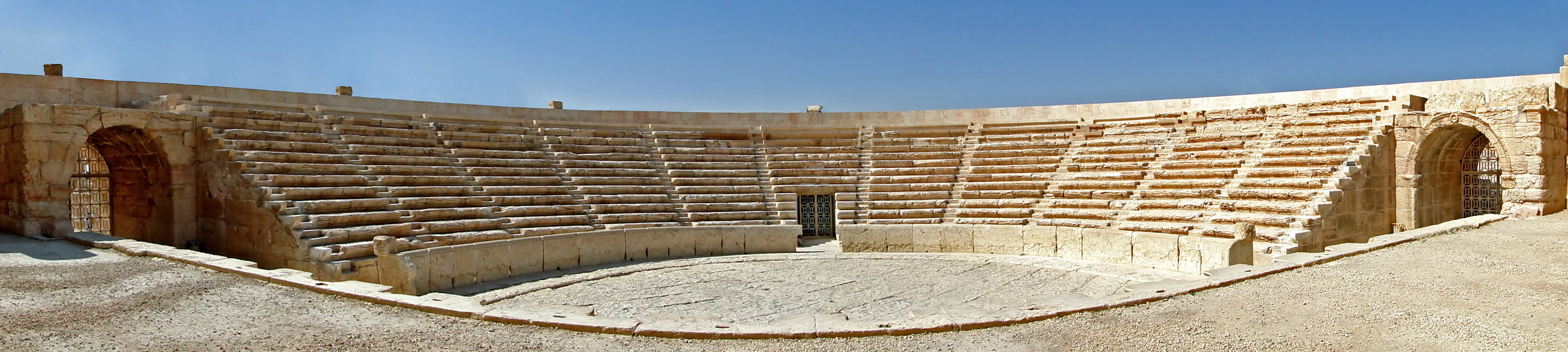
Vue panoramique de la cavea depuis la scène